# Čačinci
Čačinci – wieś w Chorwacji, w żupanii virowiticko-podrawskiej, siedziba gminy Čačinci. W 2011 roku liczyła 2110 mieszkańców.

## Geografia
Leży na terenie Podrawia, na wysokości 110 m n.p.m., 20 km na południowy wschód od Slatiny.
Miejscowa gospodarka opiera się na rolnictwie i przemyśle drzewnym. Przez miejscowość przebiegają droga Slatina – Našice i linia kolejowa Koprivnica – Slatina – Osijek.

## Historia
W 1895 roku miejscowość uzyskała dostęp do sieci kolejowej. Na początku XX wieku została zasiedlona przez ludność niemieckojęzyczną, która do 1945 roku stanowiła większość miejscowej populacji. Po II wojnie światowej jej miejsce zajęli migranci z innych części Chorwacji, w szczególności z Dalmacji i Liki.